# Jean Fautrier
Jean Fautrier, född 16 maj 1898 i Paris, Frankrike, död 21 juli 1964 i Châtenay-Malabry, var en fransk målare och en av de främsta företrädarna för den informella konsten.

## Biografi
I rent abstrakta målningar, den tidigaste från 1928, uttryckte han sin pessimistiska och destruktiva livssyn. Han föregrep härigenom efterkrigstidens abstrakta expressionism. Ofta har han i sin konst velat uttala sin avsky för kriget, såsom i sviten Budapest 1956.
Han blev känd för sin serie Les Otages (Gisslan) i samband med andra världskriget. Fautrier hade en period sin ateljé nära ett av Gestapos läger utanför Paris. Därifrån kunde han dagligen höra människors skrik, vilket föranledde honom att utföra expressiva målningar med tjock ytstruktur, haute pâte, som gav uttryck för offrens fasansfulla situation.